# Angolar (Währung)
Der Angolar (plural: Angolares) war die Währung der portugiesischen Kolonie Angola von 1928 bis 1958. Sie war unterteilt in 100 centavos (entsprechend der portugiesischen Währungseinheit Centavo) oder 20 Macutas.

## Geschichte
Der Angolar wurde 1928 eingeführt und ersetzte den Angolanischen Escudo. Banknoten wurden im Verhältnis 1 Angolar = 1,25 portugiesische Escudos umgetauscht. 

## Münzen
Die als Centavos und Macutas vor 1928 bereits herausgegebenen Münzen blieben von der Einführung des Angolar unberührt. 1958 wurde der Name der angolanischen Währung wiederum in "Angolanischer Escudo" zurück benannt, nachdem ab 1952 auch Münzen als Escudos zirkulierten.
Zusätzlich zu den bereits zirkulierenden Münzen (1, 2, 5, 10, 20 und 50 Centavos) wurden 1948 und 1950 noch neue 10, 20 and 50 Centavomünzen herausgegeben.

## Banknoten
1928 führte die Junta de Moeda Banknoten (mit dem Datum 1926) in Stücken von of 1, 2½, 5 und 10 Angolares ein, während die Bank von Angola 20, 50, 100 und 500 Angolar in Umlauf brachte, die auf 1927 datiert waren. 1942 brachte der Governo Geral die Werte 1 and 2½ Angolar als Banknoten heraus. 1944 kamen 1000 Angolar Noten der Bank von Angola hinzu, gefolgt von 5 and 10 Angolares 1947.